# ربریخا (شهرستان ربریخینسکی، سرزمین آلتای)
ربریخا (روسی: Ребриха) یک منطقهٔ مسکونی در روسیه است که در سرزمین آلتای واقع شده‌است.